# RSC-453
A RSC-453 é uma rodovia do estado do Rio Grande do Sul, Brasil.
É uma das rodovias que formam a Rota do Sol. A RSC-453 é principal ligação entre o município de Caxias do Sul a RS-486, que ligará a Região da Serra Gaúcha ao litoral.
Em Caxias do Sul tem duas importantes interseções, com a BR-116, e com a RS-122, no trecho que liga Caxias do Sul a Região Metropolitana de Porto Alegre.
Por possuir pista simples nos dois sentidos, a rodovia enfrenta muitos problemas de congestionamentos e longas filas, que chegam a se estender por mais de 40 km, na temporada de verão.